# Sumec velký
Sumec velký (Silurus glanis; C. Linné, 1758) z čeledi sumcovitých je vedle jeseterovitých ryb největší sladkovodní rybou v Evropě. Sumec je sportovními rybáři velice vyhledávanou, byť obtížně ulovitelnou rybou, u které je nejmenší lovná míra stanovena zákonem. Je to převážně noční dravec. V poslední době se stal předmětem akvakulturního chovu v celé řadě států. Má velký invazní potenciál.

## Popis
Široká a nízká hlava přechází nenápadně v protáhlé tělo, kryté silnou kůží a slizem. Rozeklaná tlama je vybavena dvěma dlouhými chrupavčitými vousy v horní čelisti a čtyřmi kratšími v čelisti dolní. Slouží jako chemoreceptory a jsou v nich chuťové buňky, které se vyskytují i na celé spodní části těla sumce, na horní části hlavy a na bocích hlavy a hrudi. Celkem je jich více než 250 tisíc. Nahrazuje špatně vyvinutý zrak. Velmi silné čelisti jsou vybaveny velkým množstvím drobných zubů, kterým se říká „kartáče“ a jsou skloněny dovnitř tlamy a fungují jako struhadlo. Má dlouhou břišní ploutev, která se rozprostírá až do ocasní ploutve. Široká ústa mají ozubenou spodní i horní čelist. Nad horní čelistí jsou umístěny dva dlouhé vousy, pod spodní čelistí jsou dva páry menších vousků. Všechny vousky jsou pohyblivé. Oči jsou velmi malé, ale jeho oči mají tapetum lucidum, což mu má poskytovat výhodu nočního vidění. Má velmi citlivý čich. Čichový orgán tvoří dva páry nosních otvorů – dva vtokové a dva výtokové otvory za sebou, přes které neustále proudí voda. Tím má sumec pořád dostatečný přehled o potravě v okolní vodě. Dalším orgánem pro identifikaci potravy je postranní čára, táhnoucí se po célé délce těla. Zachytává veškeré vibrace vody od okolních živočichů a to zejména na hladině vody. Celkový tvar těla je na první pohled podobný žabímu pulci. Hřbetní ploutev je malá a bez tvrdých paprsků, řitní ploutev je naopak velmi široká, ocasní ploutev je zaokrouhlená. Se svými prsními ploutvemi vytváří při lovu vír, který dezorientuje svou oběť, kterou dravec nasává do úst a polkne celou. Kůže je velmi slizká. Spodní strana je vždy světle žlutá až bílá. Mohou také plavat dozadu.
Základní zbarvení těla je olivově zelené až modrošedé, na hřbetě tmavé, na bocích je zřetelné mramorování, břicho je světle šedé až bílé a skvrnité. Barva kůže se liší podle prostředí. Čistá voda dodá rybám černou barvu, zatímco bahnitá voda má často tendenci produkovat zelenohnědé vzorky. Ojediněle se můžeme setkat i s bíle zbarvenými jedinci (tzv. albíny). Tito albíni se těší mezi sportovními rybáři vysoké úctě, mnozí mají jména, a zpravidla se vracejí zpět do vody.

### Velikost
Většina sumců je asi 1,3 – 1,6 m dlouhá; ryby delší než 2 m jsou vzácností. Při 1,5 m mohou vážit 15–20 kg a při 2,2 m mohou vážit přes 65 kg. S možnou celkovou délkou až 3 m a maximální hmotností přes 300 kg je sumec největší pravá evropská sladkovodní ryba. Takové délky jsou nicméně vzácné a bylo je těžké dokázat, ale existuje vcelku důvěryhodná zpráva z 19. století o sumci této velikosti. Brehms Tierleben cituje Hecklovy a Knerovy staré zprávy z Dunaje o exemplářích o délce 3 m a hmotnosti 200–250 kg. V 1856, K. T. Kessler psal o vzoru od řeky Dněpru, který byl přes 5 m délky a vážil až 400 kg. V Česku byl rekordně velkým uloveným sumcem kus o délce 255 cm a váze 93 kg ulovený na Vranovské nádrži Štefanem Szabem v roce 1990. V červnu 2024 byl tento rekord překonán sumcem dlouhým 261 cm o váze okolo 130 kg uloveným Jakubem Vágnerem, patrně téhož sumce ulovil a vzápětí usmrtil o dva měsíce později v nádrži Velký Bílovec na Prušáneckém potoce Kamil Kachyňa, který uvedl míry 262 cm a 128 kg. Nový český stanovil 7. října 2024 znovu Jakub Vágner úlovkem sumce z Vranovské nádrže o délce 264 cm. Na začátku srpna 2025 chytil Jakub Vágner na Vranovské přehradě sumce o délce 268 cm a o dva týdny později jiného o délce 272 cm na neuvedené lokalitě.

## Výskyt
Ideální jsou velké toky s pomalým proudem nebo nádrže se stojatou vodou, bahnité dno s bujnou vegetací a podvodními překážkami, jako jsou díry v korytě, potopené stromy. Sumec se zdržuje při dně, kde vyhledává členitý povrch s úkryty. Zeměpisně se vyskytuje v jižní a východní Evropě. To bylo představeno do západní Evropy jako ceněná sportovní ryba a je nyní nalezený od Spojeného království východ k Kazachstánu a Číně a jihu k Řecku a Turecku. V horních částech povodí řek Rýn a Labe a dále ve vodách východní části Evropy, patřících k úmořím Baltského a Černého moře a Kaspického jezera. V České republice pak v dolních tocích řek, ve slepých ramenech, rybnících atd. Nejlépe v teplejších oblastech (jde o teplomilnou rybu, v zimě upadá do zimního spánku). V České republice je loven převážně na velkých nádržích, jako je např. tradičně Vranov nad Dyjí, Nové mlýny, Slapy, Orlík, Lipno atd.
Neobvyklá lokalita pro tento druh existuje uvnitř Černobylské vylučovací zóny, kde malá populace žije v opuštěných chladicích rybnících a kanálech v těsné vzdálenosti od vyřazené elektrárny. Tito sumci vypadají zdravě a udržují si pozici špičkových predátorů ve vodním ekosystému.
Existují obavy z ekologického dopadu zavádění sumců do nepůvodních oblastí. Tyto obavy berou v úvahu situaci ve Victoriině jezeře v Africe, kam byl zavlečen okoun nilský a rychle způsobil zánik mnoha původních druhů. To vážně zasáhlo celé jezero a zničilo většinu původního ekosystému. Zavlečení cizích druhů je téměř vždy zátěží pro postižený ekosystém. Po zavlečení sumců, jsou počty některých ryb v jasném a rychlém poklesu. Od jeho zavedení v nádrži Mequinenza v roce 1974, to se rozšířilo do jiných částí Ebra, včetně jeho přítoků, obzvláště v řece Segre. Endemický  druh, Parma iberská, byl kdysi hojný obzvláště v řece Ebro ale kvůli konkurenci od a predace sumcem od té doby zmizel ve středním Ebro. Ekologie řeky se také změnila, protože nyní dochází k výraznému růstu vodní vegetace, jako jsou řasy.

## Život
Patří k rybám dlouhověkým. Dožívá se běžně věku až 50 let. V příznivých podmínkách (dostatek potravy, teplá voda) roste velmi rychle. V chladných vodách je jeho růst pomalejší. V prvním roce života dorůstá 10–18 cm, v pátém roce 55–75 cm, v desátém roce 85–120 cm, v patnáctém roce 120–170 cm, ve dvacátém roce 150–200 cm. Jeho váhové přírůstky činí 1–3 kg ročně. Sumec velký je dnes jedinou naší rybou, která může dosáhnout hmotnosti 100 kg a více. Pohlavně dospívá ve stáří 3–5 let, samice v průměru o rok později než samci. Tření probíhá podle oblasti od května do srpna (teplota vody by měla být 18–22 °C). Samice vypouští 20 000 – 30 000 jiker na kilogram živé hmotnosti a lepí je na rostlinný podklad. Po výtěru samec obvykle jikry hlídá. Ztráty jsou velké, proto se provádí umělý výtěr sumců. Vývoj oplozených jiker trvá 2–3 dny. Vykulený plůdek se zdržuje v úkrytech.

## Potrava
Sumec se živí různou potravou, jejíž složení se mění v průběhu jeho věku. Mladší jedinci se živí zooplanktonem. Dospělý jedinec chytá červy, obojživelníky, plazy, měkkýše, korýše, ryby, vodní savce a dokonce i drobné vodní ptáky (např. kachny). Vzácně může zaútočit i na menšího psa, některé případy o napadení psa sumcem pochází i z ČR (Hracholuská přehrada). Mohou být kanibalové. Podle studie zveřejněné výzkumnými pracovníky na univerzitě v Toulouse ve Francii v roce 2012 bylo pozorováno, že jedinci tohoto druhu v prostředí mimo jejich obvyklá stanoviště vyskakují z vody, aby se živili holuby na zemi (řeka Tarn, město Albi. Ze všech pozorovaných a zaznamenaných plážových chování v této studii bylo 28 % úspěšných v odchytu ptáků. Stabilní izotopové analýzy obsahu žaludku sumce pomocí uhlíku 13 a dusíku 15 odhalily vysoce variabilní potravní složení suchozemských ptáků. To je pravděpodobně výsledkem přizpůsobení jejich chování na nový druh kořisti v reakci na nová prostředí po jeho zavedení na řeku Tarn v roce 1983, protože tento typ chování nebyl hlášen dříve v původním rozsahu tohoto druhu.

## Lov

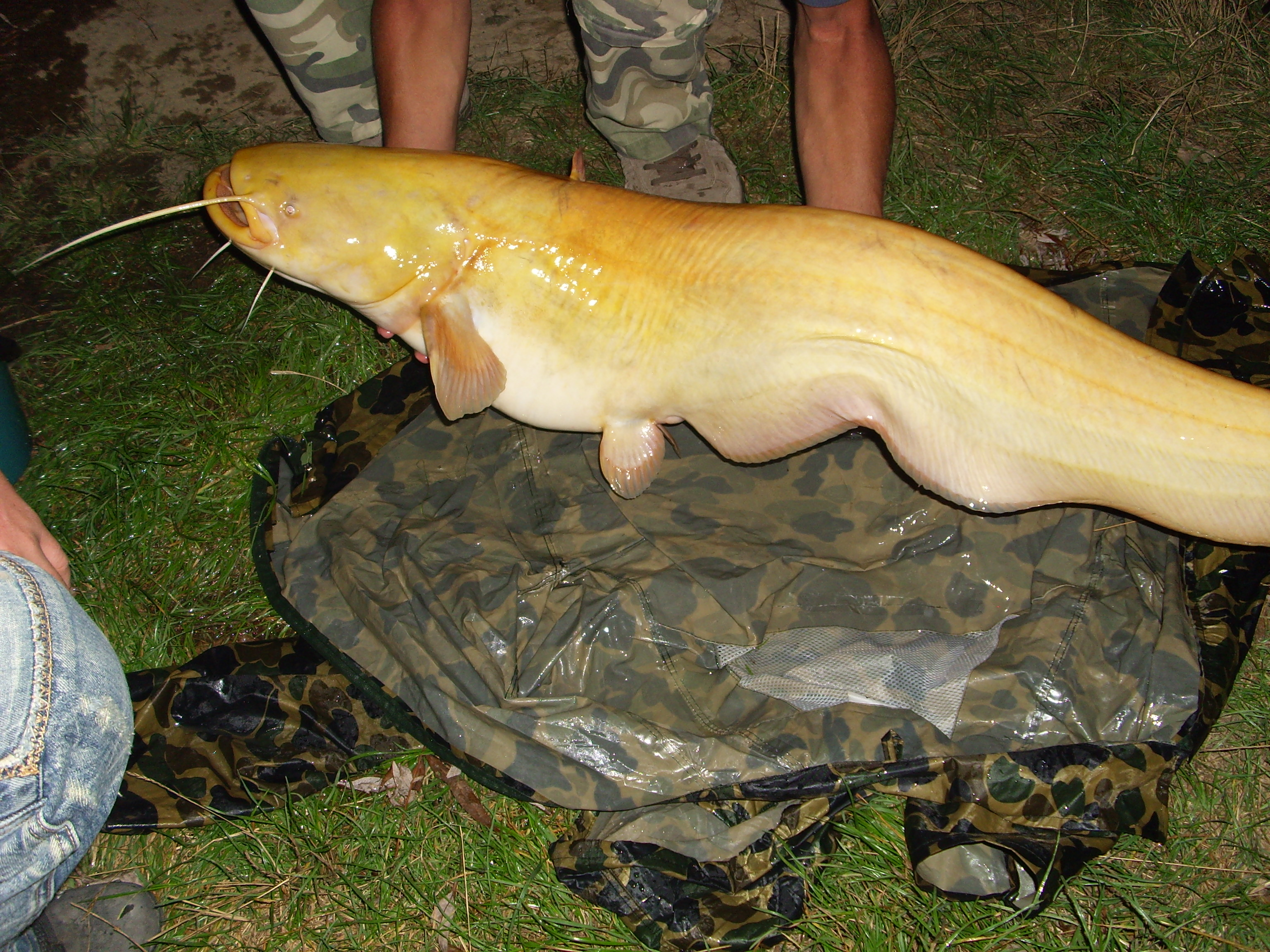
Sumec velký albín, 121 cm

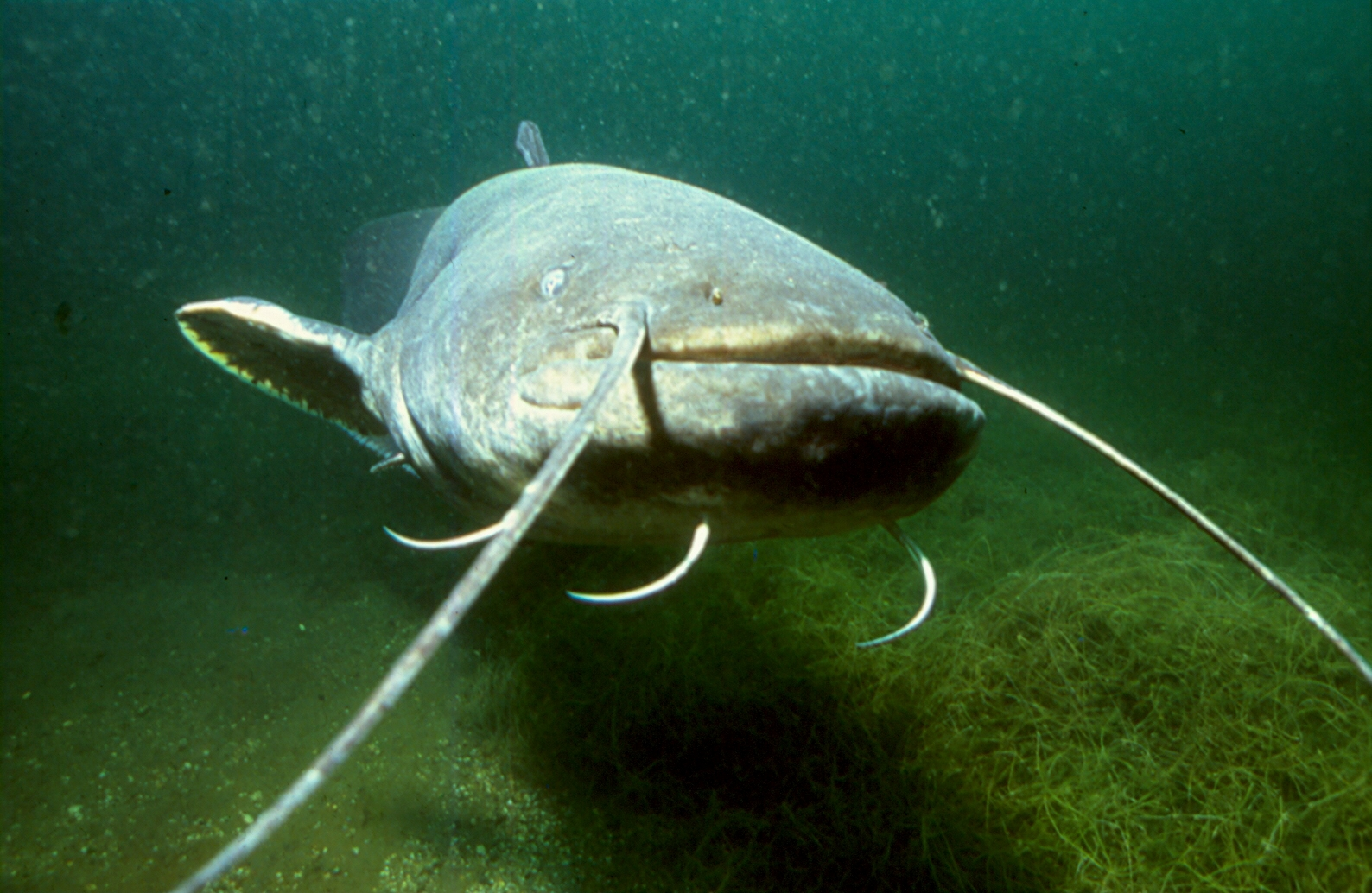
Sumec velký ve svém prostředí

Lov sumce, označovaný jako sumcaření, je velice obtížný, proto je mezi rybáři tolik oblíben. Pro lov je nejlepší tmavá dusná noc před bouřkou, kdy je ve vzduchu cítit déšť. Naprosto nevhodná je jasná a chladná noc. Důležité je sumce nejprve najít. V nočních hodinách ho prozradí nezaměnitelné hlasité tlučení (vzniká při lovu rybek). Sumec je ryba stanovištní – pokud se prozradí v určitém místě, bude v okolí zhruba 100 metrů lovit i v dalších nocích. Sumce lze při dně ulovit za soumraku a ranním svítání, kdy vyráží na lov, respektive se z něj naopak vrací do úkrytu (potopený strom, husté rostliny, balvany). Většinou se loví tzv. na káču, boku, drop shop a přívlač. Při sumcaření se používají pevné, zhruba 2,5 m dlouhé pruty s pletenou šňůrou na navijáku. Zkušení rybáři používají také osvědčenou vábničku, jejíž zvuk má napodobit „pukání“ sumce při lovu potravy (podle jiných údajů skoky žab do vody). Nástraha se klade vždy těsně pod hladinu. Nástrahou je obvykle klubko rousnic nebo větší živá rybka (např. cejn, lín, plotice – tzv. plevelná ryba – jednoduchý háček pod hřbetní ploutev a trojhák se nechá viset podél boku), někdy sumec zabere také na mrtvou rybku nebo na chuchvalec rousnic. Předpokladem úspěchu je ale chování na břehu. Sumec je totiž nesmírně plachý a zaplaší ho hluk i světlo. Pokud sumec zabere, snaží se urychleně schovat zpět na dno svého úkrytu. Tento únik je třeba co nejvíce brzdit a sumce unavit. Jeho zdolávání je fyzicky velice náročné a zabere vždy dlouhý čas.
V ČR jsou oblíbené sumcařské lokace Vodní nádrž Orlík, Vodní nádrž Slapy nebo Labe.

## Význam
Vysoká je jeho sportovně rybářská hodnota a uplatňuje se též jeho tzv. biomeliorační funkce – omezování a zhodnocování přemnožených druhů ryb. V poslední době je pozorován jeho populační nárůst „pravděpodobně nárůstem teplot“, což začíná způsobovat i opačný problém. Sumec se pak stává nežádoucím dravcem, který dokáže naprosto zdecimovat ostatní populace ryb. Ke konzumaci jsou nejchutnější mladší sumci do 15 kg, nad tuto hodnotu bývá maso příliš tučné, tedy méně chutné a hůře stravitelné. Jeho jikry jsou podle některých údajů jedovaté.